# Steinsdorf
Steinsdorf est une commune rurale de Thuringe (Allemagne), située dans l'arrondissement de Greiz. Elle fait partie de la Communauté d'administration Leubatal (Verwaltungsgemeinschaft Leubatal).

## Géographie

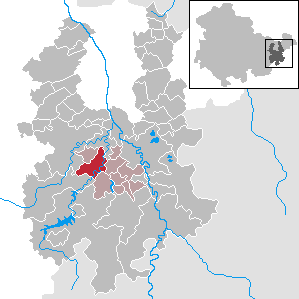
Situation de la commune (en rouge) dans l'arrondissement

Steinsdorf est située au centre de l'arrondissement, au cœur du Vogtland thuringeois, au nord des Monts de Thuringedans la vallée de l'Elster Blanche à son confluent avec la Leuba (dans le village de Loitzsch). La ville appartient à la communauté d'administration Leubatal et se trouve à 2 km au sud de Weida, à 15 -km au sud de Gera et à 19 km au nord-ouest de Greiz, le chef-lieu de l'arrondissement.
La commune est composée des villages de Steinsdorf, Loitzsch, Gräfenbrück et Schüptitz, anciennes communes incorporées au territoire de Steinsdorf.
Communes limitrophes (en commençant par le nord et dans le sens des aiguilles d'une montre) : Weida, Hohenölsen, Hohenleuben, Auma-Weidatal (village de Göhren-Döhlen) et Schömberg.

## Histoire
La première mention de Steinsdorf date de 1209 sous le nom de Stenszdorff dans un document émanant de l'abbaye de Mildenfurth à Wünschendorf-sur-Elster. En 1367 est signalé un chevalier du nom de Cunrad von Stensdorf, vassal des baillis de Weida. Cette famille sera propriétaire du village jusqu'à son extinction en 1715. Le village passera ensuite entre les mains de plusieurs familles.
Steinsdorf a fait partie jusqu'en 1918 du Grand-duché de Saxe-Weimar-Eisenach (cercle de Neustadt). Le village a ensuite été intégré au land de Thuringe en 1920 (arrondissement de Gera). Après la seconde Guerre mondiale, la commune rejoint la zone d'occupation soviétique puis la République démocratique allemande en 1949 (district de Gera, arrondissement de Greiz).

## Démographie
Commune de Steinsdorf dans ses dimensions actuelles :
| 1910 | 1933 | 1939 | 1995 | 2000 | 2005 | 2010 |
| ---- | ---- | ---- | ---- | ---- | ---- | ---- |
| 815  | 904  | 928  | 940  | 768  | 830  | 668  |

## Communications
La commune est située sur la route régionale L2331 Weida-Auma.
Elle est desservie à la gare de Loitzsch-Hohenleuben par la ligne de chemin de fer Gera-Zeulenroda-Triebes.